# Pfarrkirche Mariahof

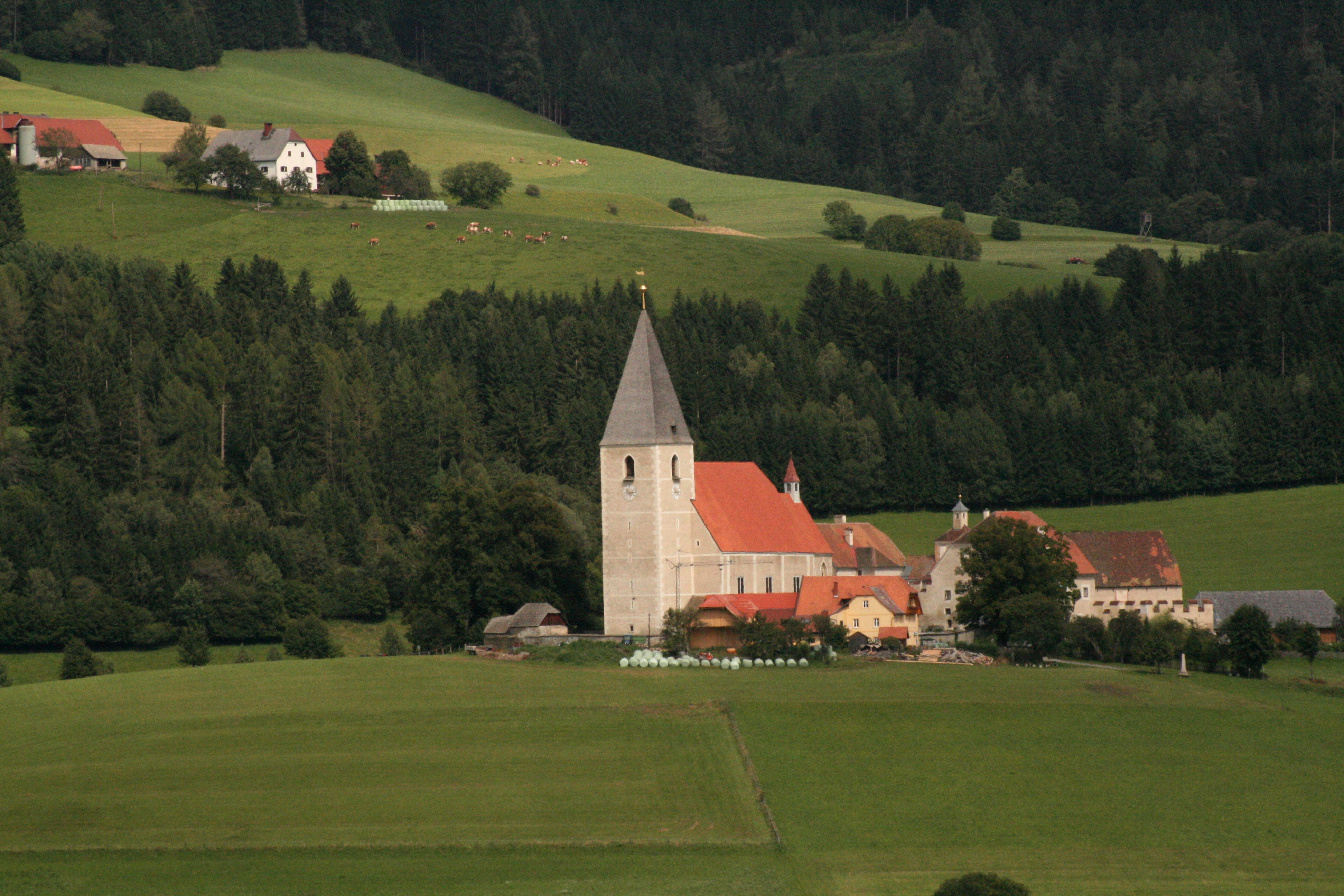
Kath. Pfarrkirche Mariä Himmelfahrt in Mariahof

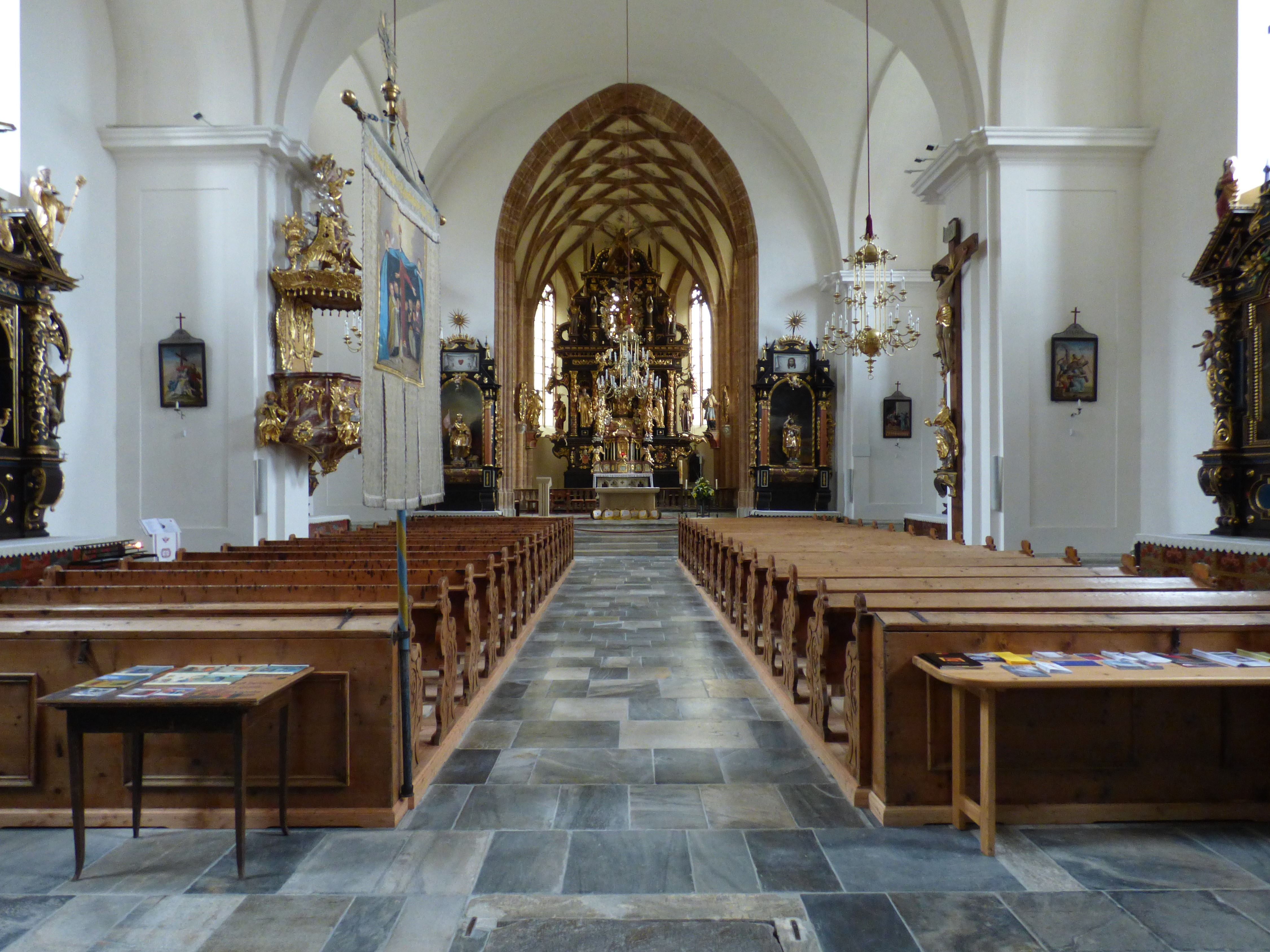
Im Langhaus zum Chor

Die römisch-katholische Pfarrkirche Mariahof steht im Ort Mariahof in der Gemeinde Neumarkt in der Steiermark im Bezirk Murau in der Steiermark. Die mit dem Patrozinium Mariä Himmelfahrt versehene Pfarrkirche – dem Stift St. Lambrecht inkorporiert – gehört der Region Obersteiermark West in der Diözese Graz-Seckau an. Die Kirche und der Friedhof stehen unter Denkmalschutz.

## Geschichte
1066 wurde eine „ecclesia in Grazluppa“ genannt. Seit 1103 ist die Kirche dem Stift St. Lambrecht inkorporiert. Der gotische Kirchenbau wurde unter den Äbten Heinrich II. Moyker (1419–1455) und Johann II. Schachner (1455–1478) erbaut. 1482 wurde die Kirche von den Ungarn in Brand gesteckt und bis 1500 wiederhergestellt und die Altäre neu geweiht. Den Abschluss der Bauarbeiten zeigt wohl die Inschrift 1511 an der Pfarrhofwehrmauer. Von 1679 bis 1681 wurde das Langhaus barockisiert. 1966 und 2014/15 fanden Innenrestaurierungen statt.

## Architektur
Der zweijochige Chor mit einem Fünfachtelschluss hat ein Netzrippengewölbe mit Dreiparallelrippen auf Runddiensten auf Wandpfeilern. An den Diensten sind Nischen und Doppelkonsolen teils mit bemerkenswerten Köpfen. Das Gewölbe zeigt eine vegetabile Rankenmalerei um 1500, welche 1966 freigelegt wurde, im Chorschluss Maria mit Kind. In der Chorsüdwand befindet sich eine reiche Sessionsnische mit einem krabbenbesetzten Eselsrücken auf Kopfkonsolen auflaufend. Die kleine ähnlich verzierte Sakramentsnische hat ein Schmiedeeisengitter in barocken Formen. Die schwarzmarmorne Lavabonische zeigt das Wappen des Abtes Franz von Kaltenhausen (1662–1707). Die Fenster mit Maßwerk sind zweibahnig und haben Ornamentscheiben aus 1906 geschaffen von der Tiroler Glasmalerei. Der Chor hat ein Südportal und ein nördliches Sakristeiportal, beide mit Schulterbogen, die Sakristeitür ist eisenbeschlagen. Beim spitzbogigen profilierten einschnürenden Fronbogen führen fünf Stufen in das Langhaus hinab.

## Ausstattung
Der reiche mächtige Hochaltar wurde nach einem Kontrakt von 1627 vom Bildhauer Christoph Paumgartner aus Neumarkt geschaffen. In der Mittelnische aus 1696 ist eine sitzende Maria mit Kind, laut Inschrift 1471 aufgestellt, mit barocken seitlichen Ergänzungen. Um die Nische ist eine reiche Rahmung, darüber ein Baldachin mit Engeln, um 1730/1740 geschaffen von Balthasar Prandtstätter, welcher auch die Konsolfiguren Joseph und Johannes Nepomuk zu den Seiten des Hochaltares schuf, wie auch den fliegenden Engel im Altarraum. Der Tabernakel ist aus dem Ende des 18. Jahrhunderts. Der Altartisch ist aus Stein mit spitzbogigen Dreipassarkaden. Die Orgel aus 1905 stammt von Konrad Hopferwieser in Graz.